# Хамерернебті II
Хамерернебті II — давньоєгипетська цариця IV династії. Вона була дочкою фараона Хефрена і королеви Хамерернебті І. Вона одружилася зі своїм братом Мікерином і була матір'ю принца Хуенре.

## Сім'я
Вважається, що Хамерернебті II була дочкою Хамерернебті I у своїй гробниці. Хамерернебті I вважається матір'ю Мікерина на основі часткового напису на кремінному ножі в похоронному храмі Мікерина, а отже, дружиною царя Хафра. Це означає, що Хамерернебті ІІ була дочкою царя Хафра і Хамерернебті І.
Хамерернебті II була матір'ю сина фараона Хуенре, який вважається сином Мікерина. Це свідчить про те, що Хамерернебті II, мабуть, дружилася зі своїм братом Мікеринома.

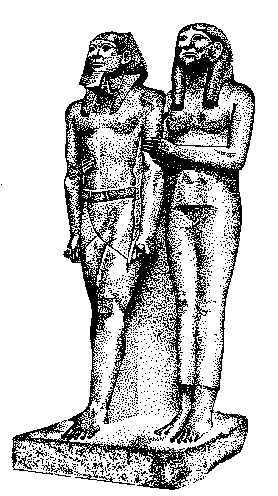
Статуя єгипетського фараона Мікерина та Хамерернебті II

## Поховання
Хамерернебті II згадується в текстах і на статуї, знайденій у гробниці Галарза в Гізі. Ця гробниця розташована в центральному полі, яке є частиною некрополя Гізи. Гробниця, можливо, спочатку була побудована для Хамерернебті I, але після кількох змін була завершена для її дочки Хамерернебті II. Перемичка над входом до каплиці включала напис, в якому згадувалися як Хамерернебті І, так і її дочка Хамерернебті II:
Мати царя Верхнього і Нижнього Єгипту, Дочка [царя Верхнього і Нижнього Єгипту і Дочка] Бога, Та, що бачить Гора і Сета, Велика з хетів-скіпетрів, Велика з похвал, Жриця Джехуті, Жриця Тьясепефа, Вельми кохана дружина царя, Дочка царя по його тілу, шанована господиня, шанована Великим Богом, Хамерернебті (I). Її старша дочка, Та, що бачить Гора і Сета, Велика з хетів-скіпетрів, Велика з похвал, Жриця Джехуті, Жриця Тьязепефа, Та, що сидить з Гором, Та, що з'єднана з єдиною коханою з Двох Жінок, Вельми кохана Дружина Царя, Царська Дочка його тіла, шанована пані, шанована батьком своїм, Хамерернебті (II). (Каллендер і Яноші).
Написи титулу Хамерернебті II також були зроблені для імітації написів Хамерернебті I і навпаки.
Цілком можливо, що її поховали в піраміді G3a або G3b (допоміжні піраміди до піраміда Мікерина).
Пізніше до гробниці було зроблено прибудову для поховання сина царя Сехемре. Припускають, що він був або сином, або онуком Хамернебті ІІ. Однак також можливо, що його поховання датується пізнішим періодом і є інтрузивним.

## Родовід
| G16 | xa | mr | D21 · D21 |

| G16 | xa | mr | D21 · D21 |